# Citroën Bijou
Der Bijou war ein vom englischen Citroën-Werk Citroën U.K. entwickelter und von 1959 bis 1964 gebauter Kleinwagen mit Kunststoffkarosserie. Das zwei-plus-zweisitzige Coupé wurde speziell für das Vereinigte Königreich entworfen und auch im dortigen Citroën-Werk in Slough, westlich von London, produziert.
Die Idee war, der eher konservativen britischen Kundschaft zusätzlich zum unkonventionellen Citroën 2CV einen modern und gefällig gestalteten Kleinwagen anbieten zu können. Vom 2CV erhielt der Bijou das Fahrgestell mit Fahrwerk, den luftgekühlten Zweizylinder-Boxermotor mit 425 cm³ Hubraum und 8,8 kW (12 PS) bei 3500/min und das Viergang-Schaltgetriebe (3 + Schnellgang). Damit erreichte der Bijou eine Höchstgeschwindigkeit von etwa 90 km/h und war damit schneller als der 2CV mit der gleichen technischen Basis, trotz deutlich größeren Leergewichts.
Eine Besonderheit war die fünfteilige Karosserie, die aus glasfaserverstärktem Kunststoff hergestellt wurde. Im Unterschied etwa zum Trabant handelte es sich hierbei um eine vollständig aus Kunststoff bestehende Karosserie, ohne Stahlgerippe. Ausnahmen stellten lediglich einige wenige Verstärkungsteile aus Metall an der A-Säule dar sowie das Fahrgestell, das vom 2CV übernommen wurde. Dem Vorzug der Rostfreiheit standen um etwa 33 % höhere Herstellungskosten im Vergleich zum 2CV gegenüber.
Anders als beim 2CV ist die Motorhaube nach vorne zu öffnen. Das Heck ist im Stil des Citroën DS gehalten. Der Designer des kleinen Coupés ist Peter Kirwan-Taylor, der auch 1957 den Lotus Elite entworfen hatte. Die Karosserien fertigte Whitson & Co, nummerierte sie mit der Nummer 100 beginnend und lieferte sie an das nahe Citroën-Werk in Slough, wo sie auf das Fahrgestell des 2CV aufgesetzt wurden. Obwohl viele Teile für die Fertigung aus den Regalen des Werks genommen wurden wie z. B. Lampen, Blinker, Elektrik, Türgriffe, Fensterkurbeln und das Einspeichenlenkrad, war die Frontscheibe nicht wie immer wieder behauptet identisch mit einer Heckscheibe aus der Safari genannten Citroën DS Break, sondern wurde speziell für den Bijou hergestellt. Gleiches gilt für die Stoßstangen aus Aluminium.
Als der Bijou 1959 auf dem Markt erschien, hatte er einen Preis von 674 Pfund Sterling. Zur gleichen Zeit gab es mit einer sehr langen Wartezeit zum Beispiel für 494 £ einen größeren und mit stärkerem Motor ausgestatteten Ford Anglia 100E als Ford Popular, und auch der neu erschienene Austin Mini war günstiger als der Bijou. Hinzu kam, dass die Elektrik von Lucas nicht zuverlässig funktionierte.
So kam es auch, dass der Bijou für Citroën ein Misserfolg wurde. Als das Citroën-Werk in Slough 1964 geschlossen wurde, hatten nur 210 Exemplare sowie zwei Prototypen des Bijous das Werk verlassen. Davon waren 2016 noch 150 Exemplare mit Besitzern im britischen 2CV-Register vermerkt, wobei weniger als 40 fahrbereit gemeldet wurden. Einige wenige Bijous fanden neue Besitzer auch außerhalb Großbritanniens, so sind zwei zugelassene und ein in der Restauration befindlicher Bijou in Deutschland bekannt.

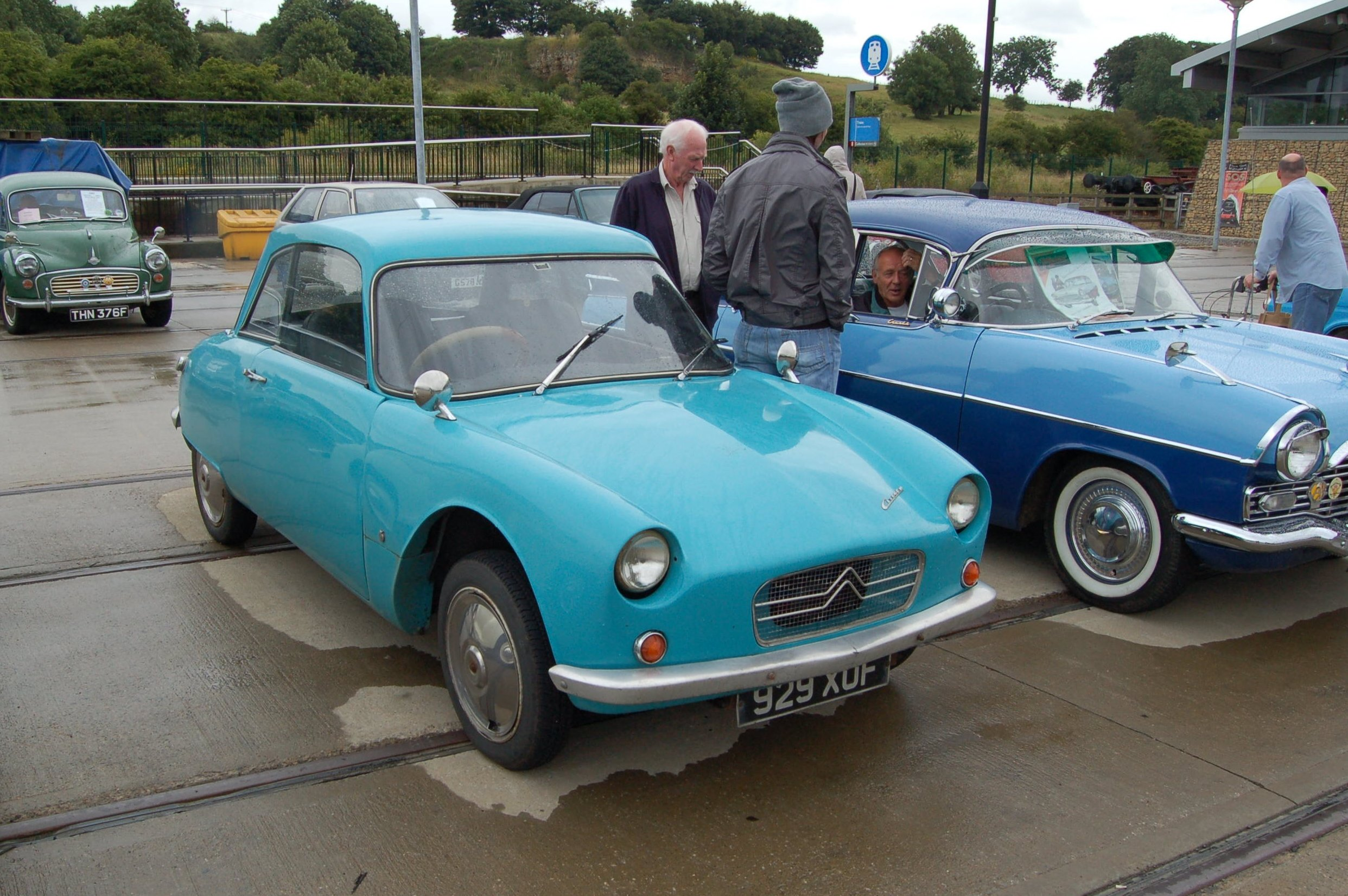
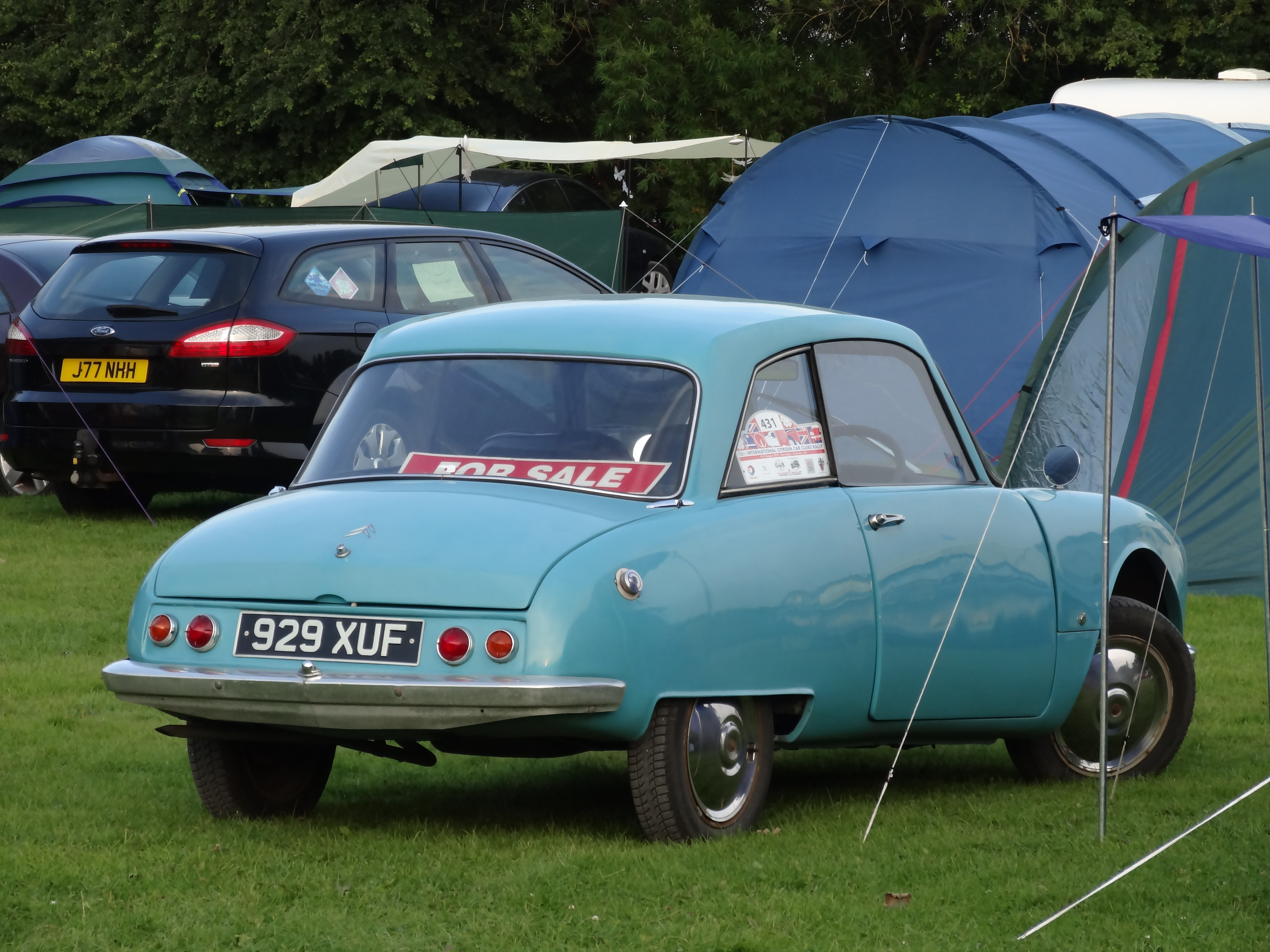